# Siegfried Fall
Siegfried Fall, né le 30 novembre 1877 à Olmütz (margraviat de Moravie) et décédé le 10 avril 1943 dans le camp de concentration de Theresienstadt, aujourd'hui en République tchèque, est un compositeur, arrangeur et pianiste autrichien.

## Biographie
Siegfried Fall est issu d'une famille de musiciens : son père Moritz et ses deux frères, Leo et Richard sont des compositeurs d'opérettes. Après sa formation - notamment à Berlin avec Heinrich von Herzogenberg et Max Bruch - il compose des opéras, des symphonies, des chansons et de la musique de chambre. En 1899, son Trio avec piano, Op. 4, reçoit le prix Mendelssohn de composition. Il est engagé comme répétiteur des chœurs à l'Opéra d'État de Berlin. Pour son frère Leo, il écrit des partitions pour piano, des pièces orchestrales et des arrangements.
Les détails de sa mort sont contradictoires: d'origine juive, Siegfried Fall est déporté à Theresienstadt le 23 janvier 1943. Il y meurt en avril de la même année. Selon sa petite nièce Lilian Barta Merlo, il rejoint son frère Richard en exil en France, travaille comme pianiste de bar à Nice, est arrêté alors qu'il tentait de s'échapper en ski vers la Suisse, déporté à Auschwitz et assassiné.